# Inner Bay
Die Inner Bay (englisch für Innere Bucht) ist eine kleine Bucht nahe dem westlichen Ende Südgeorgiens. Sie liegt südöstlich der Landspitze The Knob am Kopfende der Elsehul.
Der deskriptive Name der Bucht ist erstmals auf einer Landkarte der britischen Admiralität aus dem Jahr 1931 enthalten.